# جاكرتا غلوب
جاكرتا غلوب (بالإندونيسية: Jakarta Globe) هي صحيفة يومية تصدر باللغة الإنجليزية على الإنترنت في إندونيسيا، تم إطلاقها في نوفمبر 2008.
صدرت الصحيفة في البداية بمتوسط 48 صفحة في اليوم، ونشرت من الاثنين إلى السبت. كانت تحتوي على ثلاثة أقسام، واحتوى القسم أ على مجموعة من الأخبار العامة، بما في ذلك تغطية الأخبار الحضرية والوطنية بالإضافة إلى الأخبار الدولية، وبالإضافة إلى التعليقات على الأخبار والأحداث ، في القسم ب يختص القسم بنشر الأخبار الإندونيسية والعالمية والرياضية بالإضافة إلى قسم الإعلانات المبوبة، وفي القسم ج ميزات شاملة وتغطية نمط حياة بالإضافة إلى الترفيه وقوائم وخدمة القارئ وصفحات الألغاز والرسوم المتحركة. أضافت الصحيفة في وقت لاحق طبعة الأحد جاكرتا غلوب. تحولت الصحيفة من ورقة عريضة إلى تنسيق التابلويد في مايو 2012، ثم تم نشرها عبر الإنترنت فقط من 15 ديسمبر 2015.
هدفها الأساسي هو تقديم أخبار ومعلومات موضوعية ومسلية ذات صلة بحياة القراء في جاكرتا خاصة وإندونيسيا عامة، وكذلك بمثابة نافذة موثوق بها إلى كافة أرجاء إندونيسيا. يتم تسويقها في المقام الأول من الإندونيسيين والمغتربين عالميًا وذوي التعليم الجيد.